# (688) Melanie
(688) Melanie – planetoida z pasa głównego asteroid okrążająca Słońce w ciągu 4 lat i 159 dni w średniej odległości 2,7 j.a. Została odkryta 25 sierpnia 1909 roku w Obserwatorium Uniwersyteckim w Wiedniu przez Johanna Palisę. Pochodzenie nazwy planetoidy nie jest znane. Przed nadaniem nazwy planetoida nosiła oznaczenie tymczasowe (688) 1909 HH.